# Episodi di The Vise (prima stagione)
La prima stagione della serie televisiva The Vise è stata trasmessa in anteprima negli Stati Uniti d'America dalla ABC tra il 1º ottobre 1954 e il 24 giugno 1955.
| nº | Titolo originale         | Titolo italiano | Prima TV USA     | Prima TV Italia |
| -- | ------------------------ | --------------- | ---------------- | --------------- |
| 1  | One Just Man             |                 | 1º ottobre 1954  |                 |
| 2  | Set a Murderer           |                 | 8 ottobre 1954   |                 |
| 3  | Let Murder Be Done       |                 | 15 ottobre 1954  |                 |
| 4  | Dr. Damon's Experiment   |                 | 22 ottobre 1954  |                 |
| 5  | Death Pays No Dividends  |                 | 29 ottobre 1954  |                 |
| 6  | Gabriel's Choice         |                 | 5 novembre 1954  |                 |
| 7  | The Diamond Expert       |                 | 12 novembre 1954 |                 |
| 8  | The Secret Place         |                 | 19 novembre 1954 |                 |
| 9  | The Fair and the Fallen  |                 | 26 novembre 1954 |                 |
| 10 | The Eavesdropper         |                 | 3 dicembre 1954  |                 |
| 11 | The Very Silent Traveler |                 | 10 dicembre 1954 |                 |
| 12 | Yellow Robe              |                 | 17 dicembre 1954 |                 |
| 13 | Lucky Man                |                 | 24 dicembre 1954 |                 |
| 14 | The Gamblers             |                 | 31 dicembre 1954 |                 |
| 15 | Count of Twelve          |                 | 7 gennaio 1955   |                 |
| 16 | The Final Column         |                 | 14 gennaio 1955  |                 |
| 17 | The Benevolent Burglar   |                 | 21 gennaio 1955  |                 |
| 18 | Blind Man's Bluff        |                 | 28 gennaio 1955  |                 |
| 19 | The Eighth Window        |                 | 4 febbraio 1955  |                 |
| 20 | Broken Honeymoon         |                 | 11 febbraio 1955 |                 |
| 21 | Death on the Boards      |                 | 18 febbraio 1955 |                 |
| 22 | Behind the Mask          |                 | 25 febbraio 1955 |                 |
| 23 | Dress Rehersal           |                 | 4 marzo 1955     |                 |
| 24 | Cruel Test               |                 | 11 marzo 1955    |                 |
| 25 | The Deception            |                 | 18 marzo 1955    |                 |
| 26 | Week-End Guest           |                 | 25 marzo 1955    |                 |
| 27 | The Fame and the Fury    |                 | 1º aprile 1955   |                 |
| 28 | Ring of Greed            |                 | 8 aprile 1955    |                 |
| 29 | The Gentlemen            |                 | 15 aprile 1955   |                 |
| 30 | The Schemer              |                 | 22 aprile 1955   |                 |
| 31 | Double Pay-Off           |                 | 29 aprile 1955   |                 |
| 32 | Account Closed           |                 | 6 maggio 1955    |                 |
| 33 | The Serpent Beneath      |                 | 13 maggio 1955   |                 |
| 34 | The Price of Vanity      |                 | 20 maggio 1955   |                 |
| 35 | Man in Demand            |                 | 27 maggio 1955   |                 |
| 36 | The Homing Chinaman      |                 | 3 giugno 1955    |                 |
| 37 | Rattan Trunk             |                 | 10 giugno 1955   |                 |
| 38 | Murder of a Ham          |                 | 17 giugno 1955   |                 |
| 39 | The Better Chance        |                 | 24 giugno 1955   |                 |